# В Питере — пить
«В Пи́тере — пить» — песня группы «Ленинград» 2015 года.

## История
Песня получила популярность с выходом видеоклипа 1 мая 2016 года. Клип стал очередной, четвёртой совместной работой коллектива с режиссёром Анной Пармас на студии «Fancy shot», после клипов группы на песни «Вип», «ЗОЖ» и «Экспонат». За полгода клип набрал более 27 миллионов просмотров на сервисе YouTube.
Сюжет клипа строится вокруг бунта пятерых героев, случайных знакомых, против досаждающей реальности, выливающегося в совместное распитие алкоголя, совмещённое с прогулкой по Санкт-Петербургу до следующего утра. В ролях снялись: Арсений Полиевец (офисный работник, притесняемый и унижаемый боссом, в исполнении Сергея Шнурова), Анастасия Шутова (продавщица, вынужденная терпеть грубости хозяина магазина), Антон Быстров (сотрудник ДПС, избитый и сброшенный в канал преступниками), Гаджи Атаев (таксист, потерявший клиентов из-за неспособности совладать с навигатором и русским языком), Светлана Казарцева (экскурсовод, уставшая от тупости и безразличия посетителей музея, в реальности — Молодёжного зала Мухинского училища).
Съёмки клипа проходили в начале апреля 2016 года, в течение трёх дней, в Санкт-Петербурге, в частности на набережной Крюкова канала, в Соляном переулке, в Академии им. Штиглица.

## Реакция

### Негативная
После обнародования клипа, общественное движение «Рок-Петроград» выступило с заявлением, призвав владельцев радиостанций и музыкальных каналов игнорировать клип группы «Ленинград» на песню «В Питере — пить»:

Движение «Рок-Петроград», выступающее за чистоту понятия «Русский Рок», понимающее под этим названием только советские рок-группы, выступает с инициативой остановить очередное усиленное продвижение очередного клипа группы Шнура, не имеющего, с нашей точки зрения, никакого отношения к русскому року. Движение «Рок-Петроград» призывает администраторов рок-сообществ в сети и редакторов рок-радиостанций не способствовать продвижению музыкальных и поэтических творений г-на Шнура под видом «русского рока».

### Позитивная
Председатель комитета по развитию туризма Санкт-Петербурга Виктор Кононов считает, что клип на песню будет способствовать увеличению привлекательности города среди туристов:

Это как раз тот самый вариант, что, послушав эту песню, как бы кто ни относился к самому клипу, группе «Ленинград» и Сергею Шнурову (негативно или позитивно), появится желание посетить Петербург. Необязательно всем следовать пожеланиям автора, а просто удостовериться, что здесь, в Петербурге, есть всё — памятники, музеи, рестораны, события и праздники, на все вкусы и возрасты.

По мнению редакции Colta.ru, выход клипа яснее очертил «рамки проекта „Ленинграда“ и Пармас: создание общедоступной энциклопедии русской современности в словах, образах и звуках, что-то вроде „Мёртвых душ“ в новое время и в новой форме».